# Prvački trofej 1991. (hokej na travi)
13. Prvački trofej se održao 1991. godine.

## Mjesto i vrijeme održavanja
Održao se od 12. do 22. rujna 1991.
Utakmice su se igrale na Olimpijskom stadionu u Berlinu u ujedinjenoj Njemačkoj.

## Sudionici
Sudjelovali su domaćin Njemačka, branitelj naslova Australija, Nizozemska, Pakistan, SSSR i Uj. Kraljevstvo.

### Nizozemska
```
[ 1.] 
Frank Leistra
 (vr)             [ 9.] 
Gijs Weterings
 
[ 2.] 
Marinus Moolenbergh
            [10.] 
Stephan Veen

[ 3.] 
Cees Jan Diepeveen
             [11.] 
Floris Jan Bovelander
 
[ 4.] 
Maurits Crucq
                  [12.] 
Hans-Willem Dické
 
[ 5.] 
Bastiaan Poortenaar
            [13.] 
Bart Looije
 (vr)
[ 6.] 
Wouter van Pelt
                [14.] 
Robbert Delissen

[ 7.] 
Marc Delissen
 (kapetan)        [15.] 
Erik Parlevliet
 
[ 8.] 
Jacques Brinkman
               [16.] 
Taco van den Honert

Trener:
 
Hans Jorritsma

Menedžer:
 Bob Jan Hillen

Liječnik:
 Piet Bon
```

## Natjecateljski sustav
Igralo se po jednostrukom ligaškom sustavu. Za pobjedu se dobivalo 2 boda, za neriješeno 1 bod, a za poraz nijedan bod. 

## Rezultati
Njemačka -  Pakistan 4:3

 SSSR -  Uj. Kraljevstvo 1:2

 Pakistan -  Australija 2:1
 Njemačka -  Nizozemska 3:0

 SSSR -  Australija 1:3

 Nizozemska -  Uj. Kraljevstvo 3:1
 Australija -  Uj. Kraljevstvo 0:0

 Nizozemska -  Pakistan 1:1

 Njemačka -  Uj. Kraljevstvo 1:1
 Pakistan -  SSSR 7:2

 Njemačka -  SSSR 2:2

 Australija -  Nizozemska 4:3
 Pakistan -  Uj. Kraljevstvo 1:0

 Nizozemska -  SSSR 5:1

 Njemačka -  Australija 2:0

## Završni poredak
| Mj. | Momčad          | Ut | Pb | N | Pz | Pr | Ps | RP  | Bod |
| --- | --------------- | -- | -- | - | -- | -- | -- | --- | --- |
| 1.  | Njemačka        | 5  | 3  | 2 | 0  | 12 | 8  | +4  | 8   |
| 2.  | Pakistan        | 5  | 3  | 1 | 1  | 14 | 8  | +6  | 7   |
| 3.  | Nizozemska      | 5  | 2  | 1 | 2  | 12 | 10 | +2  | 5   |
| 4.  | Australija      | 5  | 2  | 1 | 2  | 8  | 8  | +0  | 5   |
| 5.  | Uj. Kraljevstvo | 5  | 1  | 2 | 2  | 4  | 6  | –2  | 4   |
| 6.  | SSSR            | 5  | 0  | 1 | 4  | 7  | 19 | –12 | 1   |

| Pobjednici               |
| ------------------------ |
| Njemačka Četvrti naslov* |

- uključeni i naslovi osvojeni kao SR Njemačka

## Najbolji sudionici
| Najbolji strijelac    | Pogodaka   |
| --------------------- | ---------- |
| Floris Jan Bovelander | 7 pogodaka |
| Khalid Bashir         | 7 pogodaka |